# Alt Urgell

Elhelyezkedése Katalóniában

Alt Urgell (spanyolul Alto Urgel) járás (comarca) a spanyolországi Katalóniában, Lleida tartományban. Alt Urgell Pallars Sobirà, Pallars Jussà, Noguera, Solsonès, Berguedà és Baixa Cerdanya comarcákkal határos.

## Települések
A települések utáni szám a népességet mutatja. Az adatok 2005 szerintiek.
- Alàs i Cerc – 406
- Arsèguel – 92
- Bassella – 261
- Cabó – 108
- Cava – 60
- Coll de Nargó – 600
- Estamariu – 119
- Fígols i Alinyà – 273
- Josa i Tuixén – 170
- Montferrer i Castellbò – 856
- Oliana – 1 932
- Organyà – 960
- Peramola – 373
- El Pont de Bar – 158
- Ribera d’Urgellet – 935
- La Seu d’Urgell – 12 317
- Les Valls d’Aguilar – 315
- Les Valls de Valira – 810
- La Vansa i Fórnols – 191

## Népesség
A járás népessége az elmúlt időszakban az alábbi módon változott:
| Lakosok száma | 18 950 | 19 315 | 20 106 | 20 936 | 21 942 | 22 005 | 21 128 | 20 695 | 20 224 | 21 214 |
|               | 1998   | 2000   | 2003   | 2005   | 2008   | 2010   | 2013   | 2015   | 2018   | 2024   |